# Lev Rešetnikov
Lev Borisovič Rešetnikov (in russo Лев Борисович Решетников?; Sverdlovsk, 7 novembre 1927 – 2 giugno 1994) è stato un cestista sovietico.

## Carriera
Con l'Unione Sovietica ha disputato due edizioni dei Campionati europei (1953, 1955).